# Yaotun
Yaotun (kinesiska: 腰屯, 腰屯乡) är en socken i Kina. Den ligger i provinsen Heilongjiang, i den nordöstra delen av landet, omkring 380 kilometer öster om provinshuvudstaden Harbin.
Genomsnittlig årsnederbörd är 815 millimeter. Den regnigaste månaden är juli, med i genomsnitt 186 mm nederbörd, och den torraste är januari, med 5 mm nederbörd.